# Gorka Gerrikagoitia
Gorka Gerrikagoitia Arrien es un ex ciclista profesional español. Nació en Guernica y Luno (Vizcaya) el 7 de diciembre de 1973. Fue profesional entre 1997 y 2003 ininterrumpidamente, siempre en las filas del equipo Euskaltel-Euskadi.
Después de su retirada, se integró en el equipo técnico de Euskaltel. A partir de la temporada 2009 se convirtió en uno de los directores auxiliares del equipo, ayudando al máximo responsable Igor González de Galdeano.  Actualmente ejerce dichas labores en el equipo Delko Marseille Provence.
Como ciclista no destacó excesivamente y quedaba siempre relegado a su papel de gregario. Como amateur se impuso en la Clásica Memorial Txuma. Como profesional sus actuaciones más destacadas fueron en el 2003 con tercer puesto obtenido en la Clásica de Ordizia, donde se impuso el murciano Alejandro Valverde, y el sexto en la Clásica de San Sebastián (primer español en aquella edición dominada por los italianos).

## Palmarés
- No obtuvo victorias como profesional.

## Resultados en Grandes Vueltas y Campeonato del Mundo
Durante su carrera deportiva ha conseguido los siguientes puestos en las Grandes Vueltas y en los Campeonatos del Mundo en carretera:
| Carrera         | 1997 | 1998 | 1999 | 2000 | 2001  | 2002  | 2003 |
| --------------- | ---- | ---- | ---- | ---- | ----- | ----- | ---- |
| Giro de Italia  | -    | -    | -    | -    | -     | -     | -    |
| Tour de Francia | -    | -    | -    | -    | -     | -     | -    |
| Vuelta a España | -    | -    | -    | 66.º | 101.º | 107.º | Ab.  |
| Mundial en Ruta | -    | -    | -    | -    | -     | -     | -    |

-: No participa

Ab.: Abandono

## Equipos
- Euskadi (1997)
- Euskaltel-Euskadi (1998-2003)